# 石川光長
石川 光長（いしかわ みつなが、生年不詳 - 正応3年12月8日（1291年1月9日））は、鎌倉時代の武将。大和源氏の流れを汲む陸奥石川氏9代目当主。石川光貞の長男。元盛、伊賀光春、光助らの父。従五位下大和守、従四位下左馬頭。夫人は太田頼遠の娘。
幼名は虎松丸。元服後に光長と改め、従五位下大和守に任じられる。
弘安4年（1281年）、元軍の襲来（元寇）を聞くと、一族と配下の兵とともに六波羅の軍に属して京都防衛に努め、宇都宮公綱に従って大宰府の防衛に加わった。戦功により、従四位下左馬頭に任じられる。

## 系譜
```
石川光長┳長男（早世）
　　　　┣元盛（第10代当主）
　　　　┣長女（早世）
　　　　┣伊賀光春
　　　　┣光助（丹波守）
　　　　┣五男（早世）
　　　　┗次女（
新田朝義
室）
　　　　
```